# Hans Bußmeyer
Hans Bußmeyer   (Brunsvic, 29 de març de 1853 - Pöcking, 21 de setembre de 1930) Va ser un compositor, pianista i educador musical alemany.
Era germà petit del pianista Hugo Bußmeyer, va estudiar a l'escola de música reial amb Carl Bärmann fins al 1872 i amb Franz Liszt a Weimar com a pianista i després va fer gires de concerts a Amèrica del Sud. El 1874 va esdevenir professora auxiliar, 1876 professora i 1881 professora a la Royal Music School de Múnic, que va dirigir de 1912 a 1919 després de la seva elevació a l'Acadèmia de la Música. Es va casar amb la cantant Mathilde Weckerlin (1848-1928) des del 1877.
Bußmeyer va compondre un concert per a piano i nombroses peces de piano. La seva cantata Germanenzug es va fer famosa.